# Ibadana
Ibadana cuspidata és una espècie d'aranya araneomorfa de la subfamília Erigoninae, dins de la família Linyphiidae. És l'únic membre del gènere monotípic Ibadana.
Fou descrit per primera vegada per G. H. Locket i A. Russell-Smith l'any 1980,

## Distribució
És un endemisme de Nigèria i Camerun.